# Herbert Warnke

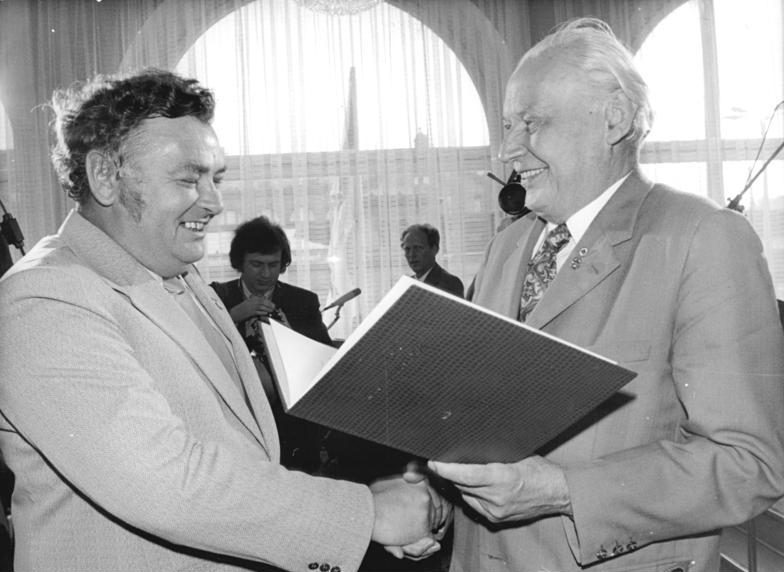
Herbert Warnke (rechts) verleiht dem Schriftsteller Erik Neutsch den Kunstpreis des FDGB, 1974

Herbert Warnke (* 24. Februar 1902 in Hamburg; † 26. März 1975 in Ost-Berlin) war ein deutscher Gewerkschafter und kommunistischer Politiker. In der DDR war er Vorsitzender des FDGB und Mitglied des Politbüros des Zentralkomitees der SED.

## Leben
Warnke wurde in einer Hamburger Kellerwohnung geboren. Der Vater war Maurer, die Mutter Hausfrau. Warnke absolvierte von 1920 bis 1924 eine Lehre als Nieter. Er trat 1923 der KPD bei und war von 1924 bis 1928 Mitglied des Deutschen Metallarbeiterverbandes. Von 1929 bis 1930 war er Betriebsratsvorsitzender bei Blohm & Voss in Hamburg, danach Sekretär des Bezirkskomitees der Revolutionären Gewerkschaftsopposition in Bremen, Sekretär für Gewerkschaftsfragen bei der KPD-Bezirksleitung Weser-Ems und 1932 bis 1933 Mitglied des Reichstages.
Von Juni 1933 bis circa Frühjahr 1936 war er Sekretär der Roten Gewerkschaftsinternationale in Saarbrücken und Paris. Danach bekleidete er bis 1938 Funktionen in der Abschnittsleitung Nord der KPD in Kopenhagen. Er bekämpfte dabei das NS-Regime aus der Emigration. Von 1939 bis 1943 war er in Schweden interniert und in Haft. Danach amtierte er u. a. als Chefredakteur der Zeitschrift „Der Weg ins Leben“. Er betätigte sich in Schweden weiterhin in mehreren Exilorganisationen, um über eine Nachkriegsordnung in Deutschland zu beraten.

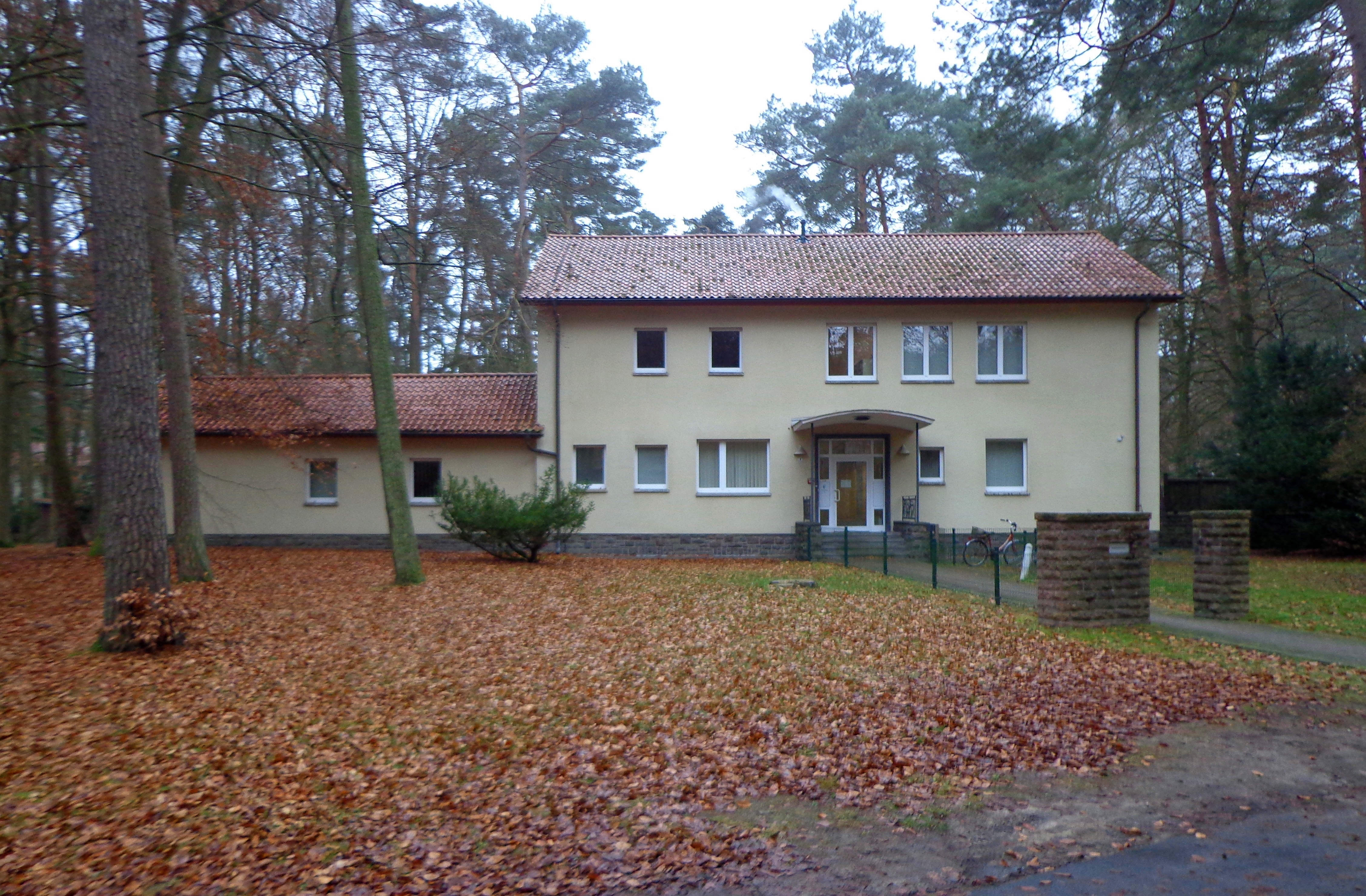
Waldsiedlung Wandlitz, das einst von Warnke sowie Joachim Herrmann bewohnte „Haus 12“

Nach seiner Rückkehr nach Deutschland wurde er 1946 Vorsitzender des Landesvorstandes Mecklenburg-Vorpommern und Mitglied des Bundesvorstandes des FDGB. Von 1948 bis zu seinem Tode war er Erster Vorsitzender des Bundesvorstandes des FDGB. Mit Befehl des Oberbefehlshabers der Sowjetischen Militäradministration in Deutschland vom 2. Dezember 1948 wurde Warnke ständiges Mitglied des Sekretariats der Deutschen Wirtschaftskommission. Seit 1949 war er Mitglied des Parteivorstandes bzw. des ZK der SED und Abgeordneter der Volkskammer. Von 1950 bis 1953 war er Mitglied des Sekretariats, 1953 wurde er Kandidat und 1958 Mitglied des Politbüros des ZK der SED. Er wurde 1949 Mitglied des Exekutivkomitees, 1953 einer der Vizepräsidenten und 1969 Mitglied des Büros des Generalrates des Weltgewerkschaftsbundes. Seit 1971 war er Mitglied des Staatsrates. 1966 war er neben Hans Modrow einer der treibenden Kräfte für die Gründung des 1. FC Union Berlin.

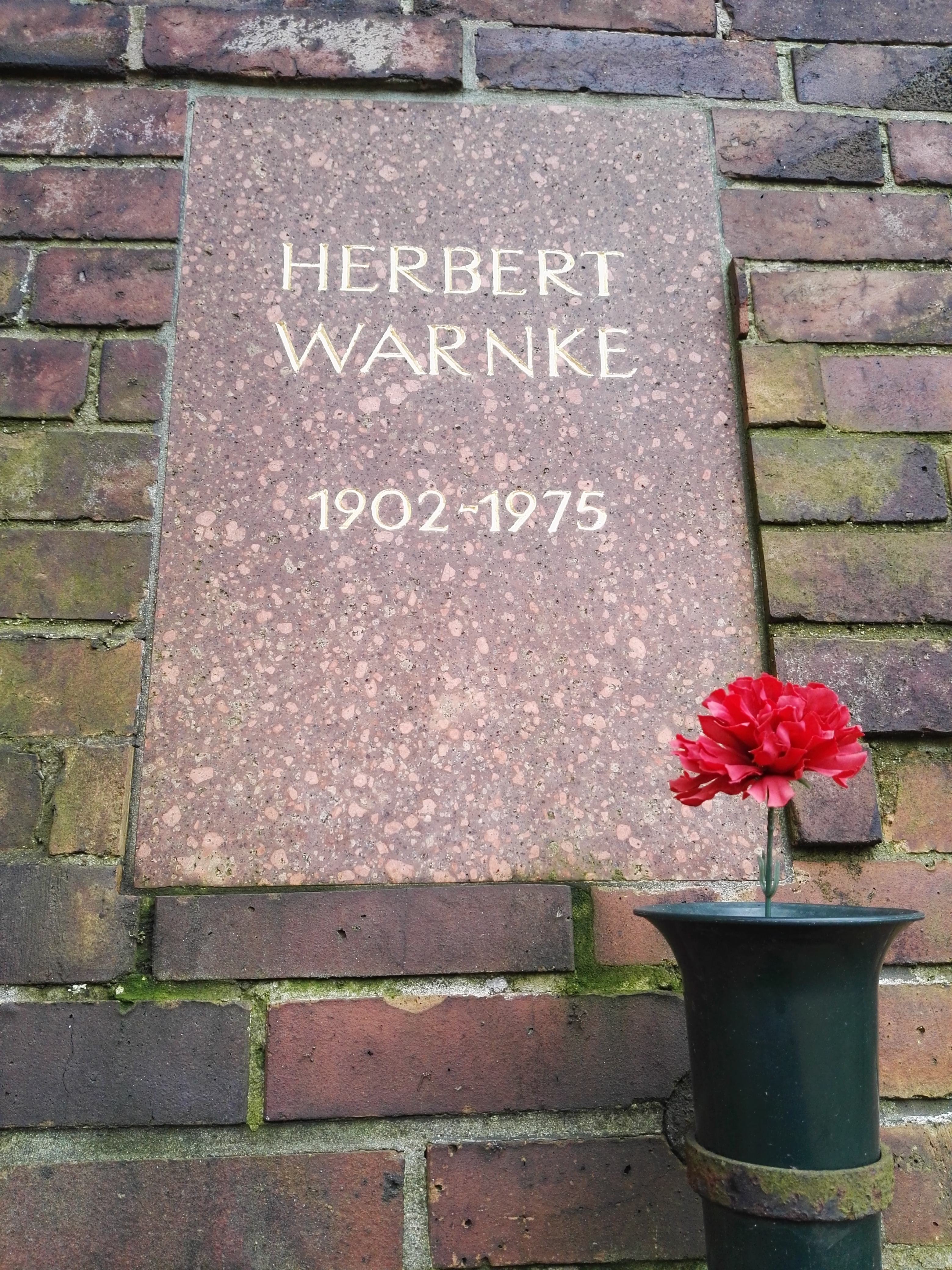
Grabstätte

Warnke erhielt 1955 den Vaterländischen Verdienstorden (VVO) in Gold, 1962 den Karl-Marx-Orden, 1967 den Lenin-Friedenspreis sowie die Ehrenspange zum VVO in Gold und 1972 den Lenin-Orden. Seine Urne wurde in der Gedenkstätte der Sozialisten auf dem Zentralfriedhof Friedrichsfelde in Berlin-Lichtenberg beigesetzt.
Nach ihm wurden das FDGB-Ferienobjekt Erholungsheim in Klink, das VEB Chemiefaserwerk in Guben, das VEB Kombinat Umformtechnik, das Klubhaus in Goldisthal und das Grenzregiment 15 in Sonneberg benannt. Die Deutsche Post der DDR gab 1982 zu seinen Ehren eine Sondermarke in der Serie Persönlichkeiten der deutschen Arbeiterbewegung heraus.
Herbert Warnke war zweimal verheiratet. Seine 1932 geschlossene Ehe mit Helene Dannat (1912–1989) wurde 1952 geschieden. 1953 heiratete er Elisabeth Senske (1927–1998). Johannes Warnke war sein Bruder.

## Darstellung Warnkes in der bildenden Kunst der DDR
- Gudrun Brüne: Herbert Warnke (um 1973/75, Öl)[6]